# Новозеландский монетный двор
Новозеландский монетный двор (англ. New Zealand Mint, маори Te Kamupene Whakanao o Aotearoa) — частное новозеландское предприятие, изготавливающее памятные монеты и предоставляющее услуги по хранению драгоценных металлов. Располагается в Окленде.
Этот монетный двор известен тем, что одним из первых стал чеканить монеты из золота 999,9 пробы. Новозеландский монетный двор чеканит только памятные монеты и только из драгоценных металлов, не выпуская монеты для обращения, их чеканят по заказу Резервного банка Новой Зеландии Королевский монетный двор Великобритании и Королевский канадский монетный двор.
Кроме новозеландских монет двор чеканит монеты ряда государств и территорий Океании — Фиджи, Острова Кука, Ниуэ, Острова Питкэрн, Токелау.